# Cornelis (namn)

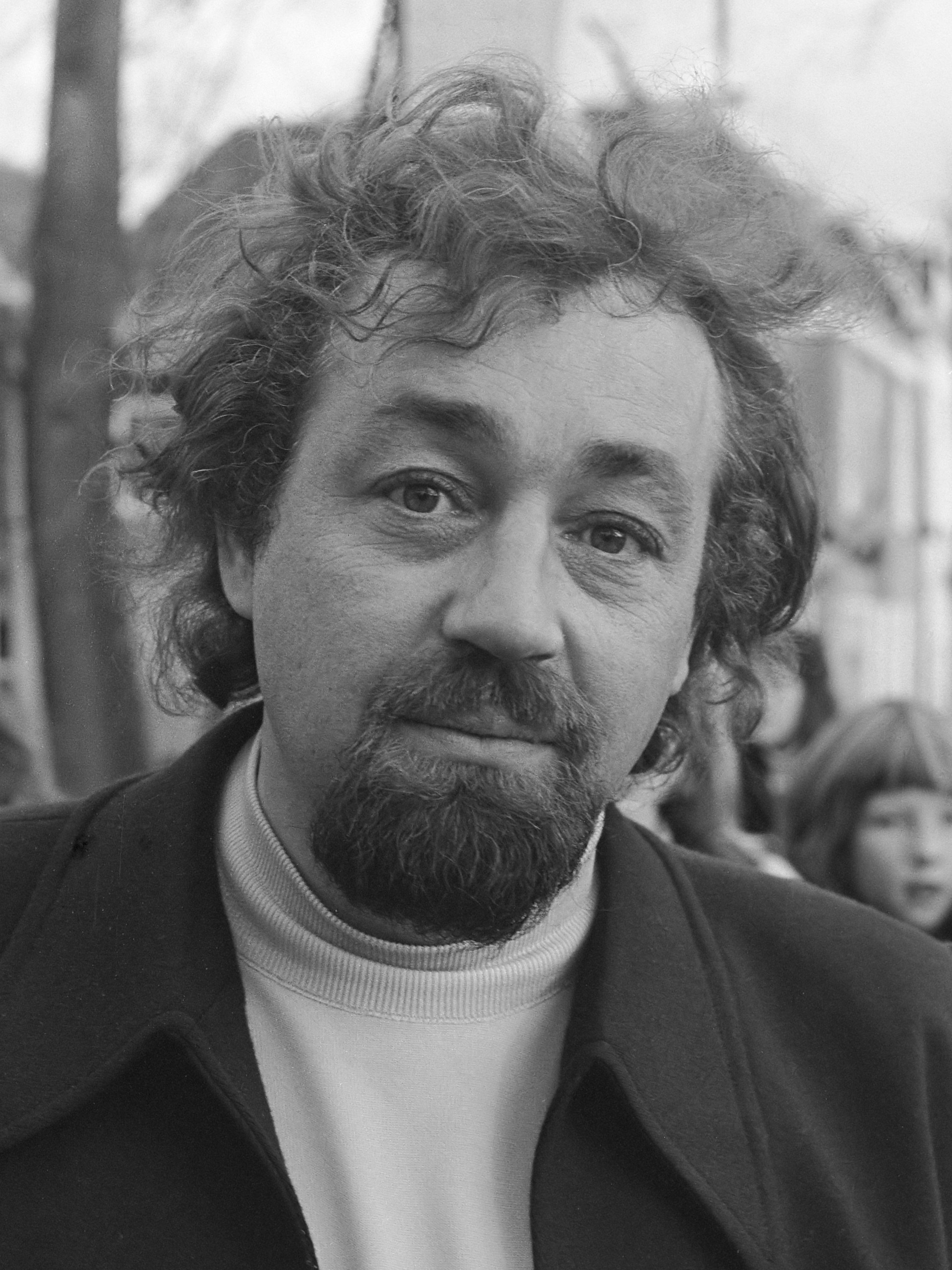
Cornelis Vreeswijk, 1973.

Cornelis, från latinets Cornelius, är ett mansnamn som bildats av latinets "cornu" vilket betyder horn.
Den 31 december 2008 fanns det 590 män i Sverige med namnet Cornelis. Av dem hade 183 stycken namnet som tilltalsnamn.

## Kända personer som heter Cornelis
- Cornelis de Graeff, nederländsk statsman
- Cornelis Hooft, nederländsk politiker
- Cornelis Lely, nederländsk ingenjör och statsman
- Cornelis Vreeswijk, nederländsk-svensk trubadur